# Uzbecká hymna
Hymna Uzbekistánu (uzbecky O`zbekiston Respublikasining Davlat Madhiyasi) vstoupila v platnost v rámci Uzbecké SSR. Po obnovení nezávislosti v roce 1991, chyběla(?) slova dřívější hymny Uzbecké SSR od Abdulla Aripova, které roku 1992 napsal Mutal Burhanow. Stejnou hudbu měla i hymna Uzbecké sovětské socialistické republiky. (Podle jiného zdroje slova pocházejí od Abdulla Aripova, Michail Burkhanov je autorem hudby.

## Slova v češtině
Slunečná a svobodná země,
prosperita a spása,
Vítejte přátelé!
Nechť je s námi navždy věda a tvořivost,
Sláva světu!
Uzbecká zlatá údolí,
Je s vámi odvážný duch předků!
Když zmizela velká moc lidí,
Naše země obdivovala svět!
Víra každého Uzbeka je zdarma,
Mladá generace je skvělý nástupce!
Pochodeň nezávislosti, mírová stráž,
Čestná vlast, nechť prosperuje navždy!
Uzbecká zlatá údolí,
Je s vámi odvážný duch předků!
Když zmizela velká moc lidí,
Naše země obdivovala svět!

## Slova v uzbečtině (cyrilice)
Серқуёш ҳур улкам, элга бахт, нажот,

Сен ўзинг дўстларга йўлдош, меҳрибон!

Яшнагай то абад илму фан, ижод,

Шуҳратинг порласин токи бор жахон!

Олтин бу водийлар — жон Ўзбекистон,

Аждодлар мардона руҳи сенга ёр!

Улуғ халқ қудрати жўш урган замон,

Оламни маҳлиё айлаган диёр!

Бағри кенг ўзбекнинг ўчмас иймони,

Эркин, ёш авлодлар сенга зўр қанот!

Истиқлол машъали, тинчлик посбони,

Ҳақсевар, она юрт, мангу бўл обод!

Олтин бу водийлар — жон Ўзбекистон,

Аждодлар мардона руҳи сенга ёр!

Улуғ халқ қудрати жўш урган замон,

Оламни маҳлиё айлаган диёр!

## Slova v uzbečtině (latinka)
Serquyosh, hur o‘lkam, elga baxt, najot,
Sen o‘zing do‘stlarga yo‘ldosh, mehribon!
Yashnagay to abad ilmu fan, ijod,
Shuhrating porlasin toki bor jahon!

Oltin bu vodiylar - jon O‘zbekiston,
Ajdodlar mardona ruhi senga yor!
Ulug‘ xalq qudrati jo‘sh urgan zamon,
Olamni mahliyo aylagan diyor!

Bag‘ri keng o‘zbekning o‘chmas iymoni,
Erkin, yosh avlodlar senga zo‘r qanot!
Istiqlol mash’ali, tinchlik posboni,
Haqsevar, ona yurt, mangu bo‘l obod!

Oltin bu vodiylar - jon O‘zbekiston,
Ajdodlar mardona ruhi senga yor!
Ulug‘ xalq qudrati jo‘sh urgan zamon,
Olamni mahliyo aylagan diyor!